# ISO 3166-2:AU
ISO 3166-2:AU는 지리 식별 부호(geocode)를 정의하는 ISO 표준인 ISO 3166-2의 일부이며, 오스트레일리아에 적용된다. 6개의 주와 2개의 준주가 하부 부호를 할당받았다. 하부 코드는 2자리나 3자리의 영어 대문자로 쓴다. AU는 ISO 3166-1에서 할당된 국가 코드를 사용한다. 속령은 관계가 없고, 준주와 중에서도 연방 정부의 관할을 받지 않는 준주만 포함된다.

## 식별 부호
| 코드   | 행정 구역                | 종류 |
| ------ | ------------------------ | ---- |
| AU-ACT | 오스트레일리아 수도 준주 | 준주 |
| AU-NSW | 뉴사우스웨일스주         | 주   |
| AU-NT  | 노던 준주                | 준주 |
| AU-QLD | 퀸즐랜드주               | 주   |
| AU-SA  | 사우스오스트레일리아주   | 주   |
| AU-TAS | 태즈메이니아주           | 주   |
| AU-VIC | 빅토리아주               | 주   |
| AU-WA  | 웨스턴오스트레일리아주   | 주   |